# Lochia
Lochia é um género botânico pertencente à família Caryophyllaceae.

## Espécies
- Lochia bracteata
- Lochia parvibracta